# アサヒポイントゼロ
アサヒポイントゼロ（Asahi POINT-ZERO）は、アサヒビール株式会社が製造していたノンアルコールの炭酸飲料（ビールテイスト清涼飲料。「NON-ALCOHOLIC BEERTASTE BEVERAGE」とラベルに記載）。製造工場は福島工場。

## 概要
もともとは、「キリンモルトスカッシュ」などのような超低アルコール飲料「アサヒポイントワン」として発売されていた。含有アルコール分が0.5%の「キリンモルトスカッシュ」よりも低い0.1%であったことが、商品名の由来である。
しかしその後、飲酒運転が社会的問題として大きくクローズアップされたことを受け、キリンが「モルトスカッシュ」を改良し、アルコール分0.00%を謳った「キリンフリー」に切り替え、売り上げを伸ばしたことを受け、アサヒも「ポイントワン」の改良に着手。アサヒ飲料との共同開発によりアルコール分0.00%を謳うことに成功し、同種の商品としては2番目に発売を開始した。
商品形態は、350ml缶と、334mlスタイニー瓶の2種類。販売初年にあたる2009年9月から12月までの4か月間における販売目標は、40万ケース（1ケースは633mlの大瓶20本で換算。約5,000kl）。しかし実際の売り上げは低調で、さらに2011年8月3日にカロリーゼロも実現したアサヒ ダブルゼロを発売したことで、売り上げはさらに減少し、2011年初頭に生産を終了した。
アルコール分「0.00%」の表示に関しては麒麟麦酒では『日本の酒税法ではアルコール分1%未満は酒類として分類されないので、0.2%を四捨五入して0%と表示することができます。カロリー表示も0と書いてあっても、実際には微量にカロリーがあるものがありますよね。今のお客様は食品の表示に敏感なので、0.00と小数点以下まで正しく伝えることで安心してもらえるだろうと考えました』と説明しており、日本国外産の輸入品でアインベッカーやホルステンのアルコール分は0.0%と容器前面に表示されているが、この数値は四捨五入された表示であるため、実際にはわずかにアルコール分を含有しており、アインベッカーは極微量、ホルステンは0.03%のアルコール分が含まれている。

## 商品の特徴
- 満足感ある飲みごたえと、すっきりと爽快である味わいが実現されている。
- 酸化防止剤は無添加。
- ネーミングは、アルコール分が0.00%の分かりやすさから（「ポイントワン」と同じ）。
- アサヒビール株式会社は、アルコール分0.00%なので法律上の問題はないと説明しているものの、（19歳以下の）未成年者が飲用するのを推奨していない。販売店に対しても、酒類の売り場に置き、購入に際しては、身分証提示を求めるよう指導している。

### 製法
| スターチ             |
| 麦芽                 |
| 果糖ぶどう糖液糖     |
| ホップ               |
| 香料                 |
| 酸味料               |
| アミノ酸（グリシン） |

| エネルギー | 22 kcal   |
| たんぱく質 | 0 g       |
| 脂質       | 0 g       |
| 糖質       | 5.4 g     |
| 食物繊維   | 0 - 0.1 g |
| ナトリウム | 0 - 8 mg  |
| プリン体   | 2.2 mg    |

アサヒポイントゼロは、麦汁と炭酸で出来ている。
- アルコール発酵と熟成は行わない。
- アルコール発酵と熟成に由来する香味の代わりに、麦汁そのものの味わい向上による香味で、味に厚みが出ている。
- アサヒビール株式会社独自の、香味成分分析の技術と、アサヒポイントワンの技術が、原料の配合比率の決定に寄与している。それらの技術で、味や香りのバランスが最適な麦汁が造られる。

製造工程概略
1. 麦芽と副原料に、湯を加える。
2. 麦芽と副原料が入った湯に、ホップを入れ煮沸（しゃふつ）して、麦汁を造る。
3. 出来た麦汁に、炭酸を加える。